# محمدحسین تهرانی
محمدحسین تهرانی (میرزا حسین‌خان مستوفی) با لقب «کاتب‌الخاقان» که بعدها به «کاتب‌السلطان» شهرت یافت از خوشنویسان دوره قاجار در تهران بود که در دربار محمد شاه و ناصرالدین شاه فعالیت می‌کرده است.
رونویسی رساله معروف آدابُ الُمَشْق، اثر بابا شاه اصفهانی، که رساله‌ای است در آداب خوشنویسی و قواعد و قوانین کتابت خط نستعلیق، از او باقی مانده است.
خط نستعلیق را از شش‌دانگ تا غبار استادانه می‌نوشت و به ویژه در کتابت دست قوی داشت. از آثار تاریخ دار او تا سال ۱۲۷۰ ه‍.ق دیده شده اما در سال ۱۳۰۶ ه‍.ق در قید حیات نبوده‌است.
کتاب هزار و یک‌شب ترجمهٔ عبدالطیف طسوجی (۱۲۷۶ ه‍. ق) با تصاویر «صنیع الملک» در شش جلد و توسط «محمد حسین تهرانی» ملقب به «کاتب السلطان» به خط «نستعلیق» مزین شده است.
فرزندش علی مخصوص معروف به کاتب‌الخاقان دوم نیز از خوشنویسان است که در سال ۱۳۳۷ ه‍.ق در مشهد بدرود حیات گفت و در همان‌جا به خاک سپرده شد.